# Franz Xaver Kugler
Franz Xaver Kugler (født 27. november 1862 i Königsbach, Rheinpfalz, død 25. januar 1929 i Luzern) var en tysk astronom og assyriolog. 
Kugler studerede i München, trådte 1886 ind i jesuitterordenen og blev 1894 professor i astronomi og matematik ved Ignatius Kollegiet i Valkenburg i Holland. Siden 1898 har Kugler fortsat den af Epping påbegyndte videnskabelige bearbejdelse af babyloniske kileindskrifter, fornemmelig af astronomisk og religiøst indhold, og har i fagtidsskrifter meddelt enkelte foreløbige resultater af sine studier. 
Af speciel astronomisk Interesse er hans skrifter: Die Babylonische Mondrechnung (1900) og Sternkunde und Sterndienst in Babel, I—II, med Ergänzungen (1907—14). Dette arbejde fuldbyrdedes med Sternkunde und Sterndienst in Babel, II, 2. hæfte (Münster 1924), der indeholder den assyro-babylonske kronologi fra 9.—7. århundrede f. Kr. og den babylonske kronologi fra 6.—1. århundrede f. Kr. Endvidere har han udgivet Sibyllinischer Sternkampf und Phaeton in naturgeschichtlicher Beleuchtung (Münster 1927).